# Ivan Vukadinović
Ivan Vukadinović (n. 21 august 1984, Belgrad, Iugoslavia) este un fotbalist sârb care evoluează în prezent la Gaz Metan Mediaș. De-a lungul carierei a mai evoluat la OFK Belgrad și la BSK Borča.